# Ernest Mabouka
Ernest Mabouka (Duala, 16 de junio de 1988) es un futbolista camerunés que juega en la demarcación de defensa para el Maccabi Haifa FC de la Liga Premier de Israel.

## Selección nacional
Debutó con la selección de fútbol de Camerún el 5 de enero de 2017 en un partido amistoso contra la República Democrática del Congo que finalizó con un resultado de 2-0 a favor del combinado camerunés tras los goles de Ambroise Oyongo y de Christian Bassogog. Además ese mismo año conquistó la Copa Africana de Naciones 2017.

## Clubes
| Club             | País       | Año       | Partidos | Goles |
| ---------------- | ---------- | --------- | -------- | ----- |
| MŠK Žilina       | Eslovaquia | 2010-2017 | 211      | 5     |
| Maccabi Haifa FC | Israel     | 2017-     | 131      | 1     |

## Palmarés

### Campeonatos nacionales
| Título                  | Club             | País       | Año  |
| ----------------------- | ---------------- | ---------- | ---- |
| Superliga de Eslovaquia | MŠK Žilina       | Eslovaquia | 2012 |
| Superliga de Eslovaquia | MŠK Žilina       | Eslovaquia | 2017 |
| Liga Premier de Israel  | Maccabi Haifa FC | Israel     | 2021 |

### Campeonatos internacionales
| Título                    | Club                           | País  | Año  |
| ------------------------- | ------------------------------ | ----- | ---- |
| Copa Africana de Naciones | Selección de fútbol de Camerún | Gabón | 2017 |